# وامبت‌سانان
وامبت‌سانان (نام علمی: Vombatiformes) یکی از سه زیرراسته کیسه‌داران علف‌خوار است که شامل هفت خانواده می‌شود. پنج خانواده از هفت خانواده این زیرراسته امروزه منقرض شده‌اند و فقط دو خانواده کیسه‌خرسان با یک گونه زنده و وامبت‌ها با سه گونه زنده باقی‌مانده‌اند. از جمله وامبت‌سانان منقرض‌شده هم می‌توان کیسه‌داران علف‌خوار کهن را نام برد که شامل بزرگ‌ترین کیسه‌داران تاریخ می‌شوند و شباهت ظاهری زیادی با وامبت‌ها داشتند.